# Jan Arnald
Arne Dahl, pseudoniem van Jan Arnald (Sollentuna, 11 januari 1963), is een Zweeds misdaadauteur.

### A-team-serie
- Misterioso (1999); Nederlandse vertaling Misterioso
- Ont blod (1998); Kentucky killer
- Upp till toppen av berget (2000); Schijnoffer
- Europa blues (2001); Europa Blues
- De största vatten (2002); Bijbelse wateren
- En midsommarnattsdröm (2003); Midzomernachtdroom
- Dödsmässa (2004); Requiem
- Mörkertal (2005); Verdwenen onschuld
- Efterskalv (2006)
- Himmelsöga (2007)

### Opcop-serie
- Viskleken (2011); Hebzucht
- Hela havet stormar (2012); Woede
- Blindbock (2013); Amsterdam-Stockholm
- Sista paret ut (2014); Haat

### Berger & Blom-serie
- Utmarker (2016); Grensgebieden
- Inland (2017); Achterland
- Mittvatten (2018); Middenwater
- Friheten (2020); Nachtmerries
- Islossning (2023); Vriespunt

### De Nova serie
- I cirkelns mitt (2024);